# Torre del Molinete
La Torre del Molinete es un torreón vigía cercano al Castillo de los Vélez, sitiado en el municipio de Mazarrón, Región de Murcia, declarado Bien de Interés Cultural (España).

## Historia
Fue construido en 1490 para defender la costa y villa de Mazarrón de las incursiones berberiscas bajo la autorización de los Reyes Católicos. En 2007 fue declarada Bien de Interés Cultural.

## Descripción
De planta circular, está construida de mampuesto.